# Grand marché de Lomé
Le Grand Marché de Lomé est une grande place de marché dans la ville de Lomé, capitale du Togo.

## Présentation

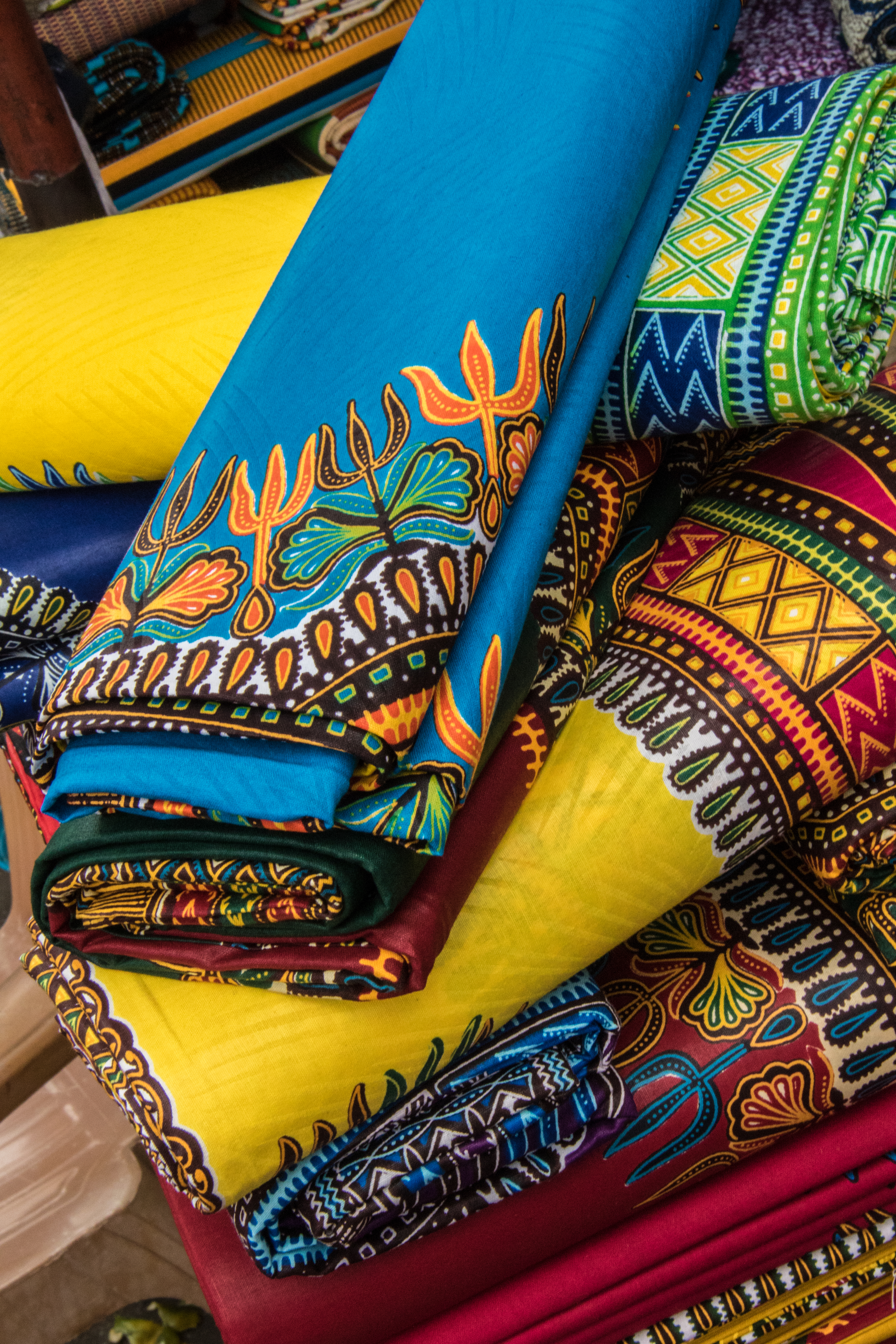
Lomé est réputée pour la qualité de ses tissus « wax » pour pagnes.

Situé au pied de la cathédrale de Lomé au centre-ville, on peut souvent y entendre des performances musicales par des artistes locaux.
Le marché se compose de trois sections, connues localement sous le nom d'Atikpodji, Assigamé et Assivito. Le marché occupe tout un pâté de maisons à Lomé.
La majorité des vendeurs sont des femmes et des enfants.
Le marché propose un large choix d'épices. Les plus précieuses sont :
- les barres de cannelle
- l'anis étoilée
- les clous de girofle
- la noix de muscade

## Historique
Le Grand marché de Lomé est quasiment aussi ancien que la ville elle-même. Développé à l'époque colonial il est, avec le Port autonome de Lomé, un poumon économique et social de la ville.
Le Grand marché connaît un incendie majeur en janvier 2013. Sa reconstruction dure jusqu'en 2017.

## Dans la culture populaire
Le Grand marché de Lomé a donné naissance à des récits de femmes d'affaires, qu'on appelle localement les « nana benz ». Ces femmes dominent, par leur charisme, une partie de l'économie artisanale et populaire depuis des dizaines d'années et représentent des modèles de réussite pour les futures générations.

### Pages associées
- Marché Petit-Lomé, à Adjamé, Côte d'Ivoire.